# Ambodiangezoka
Ambodiangezoka is een plaats en commune in het noorden van Madagaskar, behorend tot het district Andapa dat gelegen is in de regio Sava. Een volkstelling in 2001 telde het inwonersaantal op 26.673.
De plaats biedt alleen lager onderwijs en beperkt middelbaar onderwijs aan. 95% van de bevolking werkt er als landbouwer. De belangrijkste landbouwproducten zijn rijst en vanille, andere belangrijke producten zijn koffie en bonen. Verder is 5% actief in de dienstensector.